# Lewis Kahn
'Voirabh' Lewis Kahn (Los Angeles, 1 juli 1946 - New York, 20 februari 2019) was een Amerikaans muzikant in de salsa en jazz die viool en trombone speelde. Hij was actief in de muziek-scene van New York. 

## Biografie
Kahn begon op de viool eerst, later ging hij trombone spelen, op highschool speelde hij in de band van de school. Hij studeerde aan de Juilliard School. Hij droeg bij aan het populair worden van de Latin in de jaren zestig, hij speelde in die tijd ook boogaloo en wat uiteindelijk salsa zou worden. Een bijnaam van hem was "El otro judio maravilloso" ("second marvellous jew"), een eerbetoon aan zijn joodse voorouders en aan salsamuzikant Larry Harlow, die ook wel de "first marvellous jew") werd genoemd. Met Harlow werkte Kahn trouwens veel samen. De toevoeging "Voirabh" dankte Kahn aan zijn meditatieleraar Sri Chinmoy. 
Kahn maakte zijn eerste opnamen in 1969, met Eddie Palmieri ( Justicia ). In de vroege jaren 70 speelde hij trombone met Tito Puente en in 1975 speelde hij mee op een album van Dizzy Gillespie en Machito, Afro Cuban Jazz Moods . Verder was hij (meestal als trombonist) actief met o.m. Carlos Jiménez, Celia Cruz, Chico O'Farrill, David Byrne, Fania All-Stars, Grover Washington Jr., Janis Ian, Juan-Carlos Formell, Lionel Hampton, Marc Anthony, Obie Bermúdez, Orchestra Harlow, Rubén Blades, Stan Kenton, Willie Colón, Kristy MacColl en Bobby Sanabria. Als violist werkte hij samen met Yomo Toro ( Funky Jibaro ). In de jazz was hij tussen 1969 en 2008 betrokken bij 25 opnamesessies, o.m. van Yoland Duke en het Tito Puente Orchestra.